# Абатство Вестфлетерен
Абатство Вестфлетерен (на нидерландски: Sint-Sixtusabdij van Westvleteren) е трапистко абатство в селището Вестфлетерен, в близост до Поперинге, община Влетерен, провинция Западна Фландрия, Северна Белгия. Абатството е част от Ордена на цистерцианците на строгото спазване.

## История
Монашеската общност е създадена като приорат през 1831 г. от отшелника Jan-Baptist Victoor и монаси от френското абатство „Sainte Marie du Mont des Cats“ на мястото на малък параклис, по името на който по късно манастира получава и името си.
През 1839 г. е създадено начално училище, през 1840 г. е построена „старата църква“, през 1871 г. приоратът става абатство. Монашеската общност брои 23 монаси през 1835 г. и 52 през 1875 г. През 1850 г. 16 монаси основават манастира „Notre-Dame de Scourmont“ в близост до Шиме, а през 1858 – 1860 г. около двадесет монаси са изпратени в Канада.
През Първата световна война стотици бежанци и почти 400 000 съюзнически войници живеят във и около абатството. Втората световна война също е трудно време за абатството и в икономически и в духовен аспект. След войната абатството бързо се възстановява от военните лишения и укрепва. През 1964 г. се изгражда на къща на гости. През 1968 г. е построена и новата църква на абатството.
Днес абатството е действащ католически манастир, член на Ордена на цистерцианците на строгото спазване (Ordo Cisterciensis Strictioris Observantiae).
Неправомерната търговска експлоатация на наименованието „трапист“ принуждава през 1997 г. осем трапистки абатства – шест от Белгия (Orval, Chimay, Westvleteren, Rochefort, Westmalle и Achel), едно от Холандия (Koningshoeven – Tilburg) и едно от Германия (Mariawald), да основат „Международната трапистка асоциация“ (ITA), която защитава интересите на автентичното трапистко производство и гарантира качеството и уникалността му чрез присъждане на логото „Автентичен трапистки продукт“.

## Бира Вестфлетерен
Днес абатството е известно с прочутата си трапистка бира. Данни за пивоварната са документирани за първи път на 15 юни 1838 г. като в документи на общността се посочва, че са изразходвани 919 франка за покупка на стара пивоварна. През май 1839 г., пивоварната получава лиценз за производство на бира и през същата година е сварена първата бира. Бирата започва да се продава на пазара от 1877 г. С течение на годините, пивоварната е обновена пет пъти.
През 1946 г. абатството сключва споразумение с пивоварната „Sint-Bernardus“ в Watou за производство на трапистка бира по рецепта на абатството. Между 1946 и 1992 г., „Sint-Bernardus“ произвежда бирата по лиценз с марката „Sint-Sixtus Abt“, с алкохолно съдържание 12 %. След сключване на споразумението капацитетът на пивоварната е ограничен на около 3500 хектолитра бира – за собствени нужди и за гости на манастира и ограничени количества за продажба. Всички бирарии и ханове, собственост на манастира, с изключение на кафето „In De Vrede“, в предната част на манастира, са продадени.
През юни 2005 г., американският уеб сайт RateBeer.com обявява Westvleteren Abt 12 за най-добрата бира в света. Същата бира печели първото място в класацията и през 2006, 2007, и 2010 г.
Както при всички други трапистки пивоварни, приходите от бирата са предназначени за финансова подкрепа на абатството и за благотворителност.
Търговският асортимент на пивоварната включва 3 основни марки:
- Westvleteren Blonde (зелена капачка) – светла бира с алкохолно съдържание 5,8 %, с тъмнооранжев цвят, със силна горчивина, с плодов вкус и аромат, с нотки на цитруси и сметана. Произвежда се от 1999 година. Тази марка заменя на пазара Westvleteren 6 Special (червена капачка, с алкохолно съдържание 6,2%) и Westvleteren 4 Double (зелена капачка, 3,5%)
- Westvleteren 8 (синя капачка), известна и като Westvleteren Extra 8 – силна тъмна бира с алкохолно съдържание 8 %. Отличава се с тъмно кафяв цвят, силна горчивина, сложен и богат вкус, и аромат на шоколад и плодове, с нотки на стафиди, пъпеш, крем и малц, с много дълъг послевкус на хляб, малц, сушени плодове и алкохол.
- Westvleteren 12 (жълта капачка), известна и като Westvleteren Abt 12 – силна тъмна бира с алкохолно съдържание от 10,2 %. Произвежда се от 1940 година. Отличава се с тъмнокафяв цвят и комплексен аромат на карамел, хляб, стафиди и черен шоколад, с малцов вкус и отличен баланс между сладост и горчивина.

Бирите Westvleteren бири се предлагат на пазара без етикети, но използват капачки в различна цветова гама: Westvleteren Blonde – зелена капачка, Westvleteren 8 – синя капачка и Westvleteren 12 – жълта капачка.